# Підводні човни проєкту 877 «Палтус»
| Проєкт 636 «Варшавянка» 877 Палтус       | Проєкт 636 «Варшавянка» 877 Палтус                                                      | Проєкт 636 «Варшавянка» 877 Палтус                                                      |
| ---------------------------------------- | --------------------------------------------------------------------------------------- | --------------------------------------------------------------------------------------- |
|                                          |                                                                                         |                                                                                         |
|                                          |                                                                                         |                                                                                         |
| INS Sindhughosh (S55) модифікація 877ЭКМ |                                                                                         |                                                                                         |
| Під прапором                             | СРСР                                                                                    | СРСР                                                                                    |
| Спуск на воду                            | 1982—2000 (24 човни + 29 на експорт)                                                    | 1982—2000 (24 човни + 29 на експорт)                                                    |
| Проєкт                                   |                                                                                         |                                                                                         |
| Тип ПЧ                                   | Багатоцільовий ДПЧ                                                                      | Багатоцільовий ДПЧ                                                                      |
| Розробник проєкту                        | ЦКБ «Рубін»                                                                             | ЦКБ «Рубін»                                                                             |
| Головний конструктор                     | Ю. М. Кормиліцин                                                                        | Ю. М. Кормиліцин                                                                        |
| Класифікація НАТО                        | Kilo                                                                                    | Kilo                                                                                    |
| Основні характеристики                   |                                                                                         |                                                                                         |
| Швидкість (надводна)                     | 10 вузлів (19 км/год)                                                                   | 10 вузлів (19 км/год)                                                                   |
| Швидкість (підводна)                     | 17-19 вузлів (32-37 км/год)                                                             | 17-19 вузлів (32-37 км/год)                                                             |
| Робоча глибина занурення                 | 240 м                                                                                   | 240 м                                                                                   |
| Гранична глибина занурення               | 300 м                                                                                   | 300 м                                                                                   |
| Автономність плавання                    | 45 діб                                                                                  | 45 діб                                                                                  |
| Екіпаж                                   | 57 осіб                                                                                 | 57 осіб                                                                                 |
| Розміри                                  |                                                                                         |                                                                                         |
| Довжина найбільша (по КВЛ)               | 73,2 м 72,6-73,8                                                                        | 73,2 м 72,6-73,8                                                                        |
| Ширина корпусу найб.                     | 9,9 м                                                                                   | 9,9 м                                                                                   |
| Середня осадка (по КВЛ)                  | 6,2 м                                                                                   | 6,2 м                                                                                   |
| Водотоннажність надводна                 | 2300 т                                                                                  | 2300 т                                                                                  |
| Озброєння                                |                                                                                         |                                                                                         |
| Торпедно- мінне озброєння                | Носові: 6 ТА калібру 533-мм з автоматичним заряджанням, 18 торпед (6 в ТА) або 24 міни. | Носові: 6 ТА калібру 533-мм з автоматичним заряджанням, 18 торпед (6 в ТА) або 24 міни. |
| Ракетне озброєння                        | РК «Бирюза ЗМ-54Э1», замість частини торпед.                                            | РК «Бирюза ЗМ-54Э1», замість частини торпед.                                            |
| ППО                                      | ПЗРК «Стріла-3М» або «Ігла-1» (8 ракет)                                                 | ПЗРК «Стріла-3М» або «Ігла-1» (8 ракет)                                                 |
| Зображення на Вікісховищі                |                                                                                         |                                                                                         |

Підводні човни проєкту 877 «Палтус» — серія радянських та російських підводних човнів, побудованих в 1982-2000 роках. Ці човни також часто називають «Варшав'янка», оскільки спочатку передбачали оснащення ними ВМС країн Варшавського договору.

## Історія
Збільшені до 1970-их років можливості гідроакустичних засобів призвели до легкого виявленню підводних човнів по акустичному полю, і радянські конструктори стали приділяти питанням зниження шумності першорядну увагу. Так як шуми підводних човнів проєкту 641Б, що відносяться до другого покоління, знизити не вдалося, то було прийнято рішення спроєктувати принципово новий тип підводного човна, у зв'язку з чим у конструкторському бюро «Рубін» під керівництвом Ю. М. Корміліцина була розпочата розробка проєкту дизельних підводних човнів третього покоління. Згідно із завданням, проєктований човен повинен був би гарантовано вигравати в дуельних ситуаціях у будь-якого підводного човна даного класу, що досягалося оптимальним поєднанням дальності засобів виявлення, швидкодії і потужності зброї.
Завчасно в проєкт були закладені великі можливості для подальших модернізацій. Будівництво велося двома серіями, що значно відрізняються за характеристиками. У складі ВМФ СРСР всі човни були віднесені до проєкту 877, а експортні — одна серія позначалася як проєкт 877Е і 877ЕКМ, друга — проєкт 636. У 1979 році на заводі ім. Ленінського Комсомолу в Комсомольську-на-Амурі був закладений головний корабель проєкту, котрий був переданий флоту в 1982 році. Згодом човни проєкту 877 випускалися на суднобудівних заводах у Ленінграді й Горькому.

## Конструкція

### Корпус
Двокорпусна, міцний корпус з 6 водонепроникними відсіками:
1. Перший відсік ділиться на три палуби. Верхня зайнята торпедним озброєнням, середня — житлова, у нижній — перша група акумуляторів.
2. Другий відсік також трьохпалубний. На верхній палубі — центральний пост, під ним — друга палуба, на якій розташований рубка радиста і рубка одного з помічників штурмана. Через цей же відсік проходять всі висувні пристрої.
3. Третій відсік — трьохпалубний, житловий. Дві палуби зайняті приміщеннями для екіпажу, а нижня — другою групою акумуляторної батареї.
4. Четвертий відсік — дизель-генераторний.
5. П'ятий відсік — електромоторний. З цього відсіку випускається кормовий аварійний буй.
6. Шостий відсік — кормовий, в ньому знаходяться електродвигун економічного ходу і приводи рулів, кормовий люк.

Легкий корпус обмежує розвинений носовий край, у верхній частині якого знаходяться торпедні апарати, а нижню займає розвинена основна антена гідроакустичного комплексу «Рубікон-М».
Обгороджування висувних пристроїв знаходиться над другим відсіком і виконує звичайні свої функції — ходовий мостик, повітрянозабірник, обтікання і захист перископів, антен і інших підіймально-щоглових пристроїв, там же знаходиться герметичний кранець для ПЗРК «Стріла-3М» або «Ігла-1».

### Озброєння
Човни проєкту отримали автоматизований комплекс озброєння. До складу озброєння увійшли 6 торпедних апаратів калібру 533-мм; боєкомплект 18 торпед або 24 міни. Перезарядження ТА здійснюється за 15 секунд. З ТА був можливий запуск крилатих ракет. За радянських часів на кораблях встановлювався оборонний ЗРК «Стріла-3», який міг використовуватися в надводному положенні.

### Енергетичне обладнання
Підводні човни проєкту 636 мають одновальну енергетичну установку, реалізовану за принципом повного електроруху. Два дизеля типу 4-2ДЛ42М мають потужність по 1000 кВт при частоті обертання 700 об/хв, і працюють спільно з генераторами типу ПГ-142. Гребний електродвигун моделі ПГ-101 має потужність 5500 к.с. (4040 кВт) на 500 об/хв і дублюється електродвигуном економічного ходу типу ПГ-140 (139 кВт на 150 об/хв). Два резервних рушії типу «гвинт в трубі» знаходяться в напівкільцевих тунелях в кормовій частині всередині легкого корпусу човна і приводяться в обертання резервними електродвигунами ПГ-168 (2×75 кВт при 650 об/хв).
Акумуляторна батарея типу 446 складається з двох груп по 120 елементів в кожній, і розміщена на нижніх палубах 1-го і 3-го відсіків.
Дальність ходу:
- економічним ходом в підводному положенні при 3 вузлах швидкості — 400 миль (724 км);
- в режимі РДП (шноркеля) на швидкості 7 вузлів — 6000 миль (10812 км)[5]

## Експорт

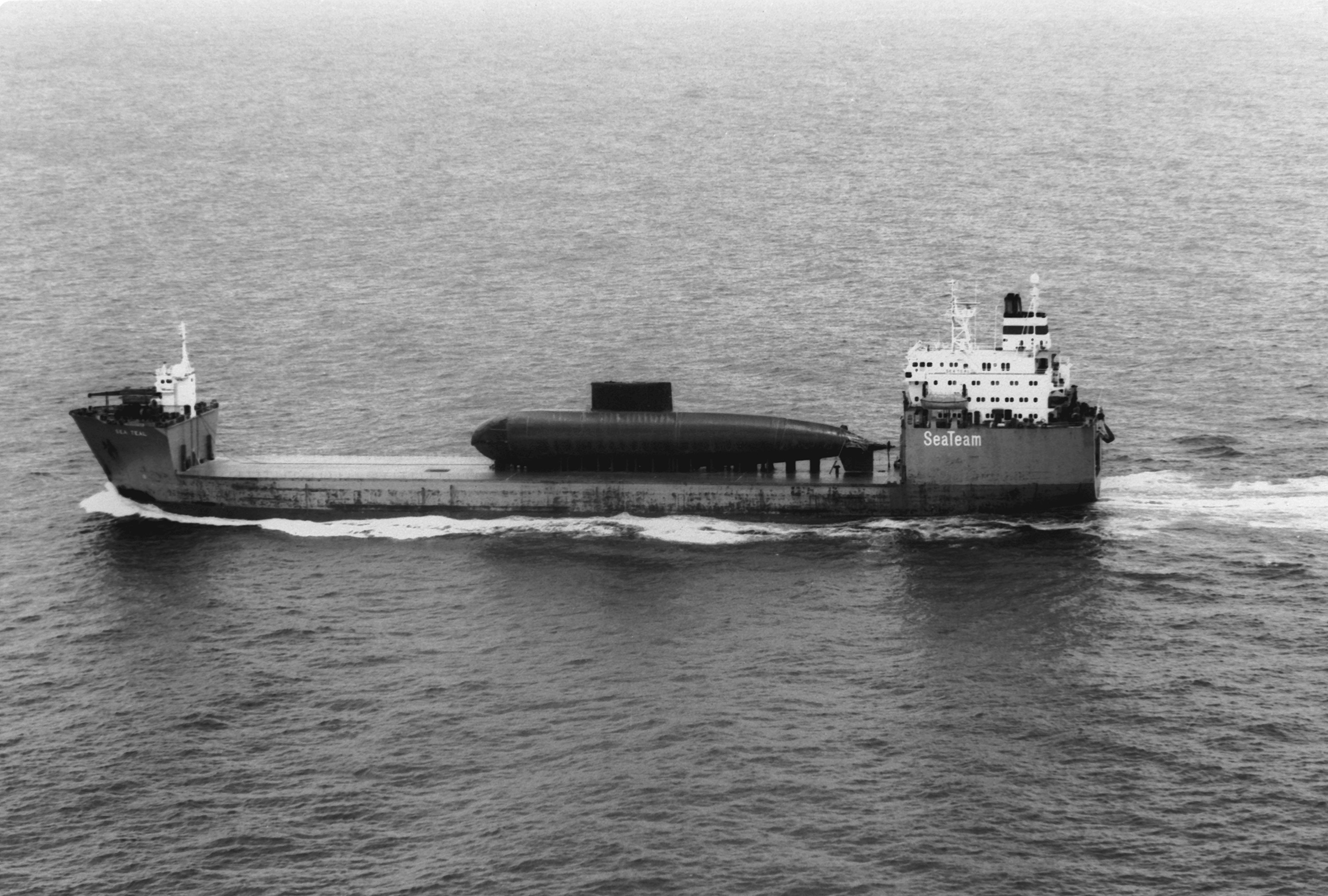
Другий човен проєкту 877 серії 636 (877Е) для Китаю завантажений на спеціальне велике вантажне судно, 15 жовтня 1995 року

Перші човни цього типу були продані Польщі і Румунії у 1985 році. У Польщі  цей човен ще є активним, а у Румунії вийшов з ладу у 1995 році. У 1986–1995 роках було продано 8 човнів проєкту Індії , де вони несуть службу і сьогодні. У 1986–1987 роках два човни були передані Алжиру. На початку 1990-их Іран отримав 3 човни, а Китай ще 2 човни. В Індії човни проєкту проходили певну модернізацію. У Китаї ці човни отримали назву «Юань-клас» (Пісня-клас).
У 2006 році Алжир замовив ще 2 човни, котрі отримав у 2009 році.
ВМФ Росії замовив 6 човнів для Чорноморського флоту, у серпні 2010 року був закладений перший човен цього проєкту, а в листопаді 2011 року другий. Замовлення планується виконати до 2015 року.

## Сучасний статус і перспективи
Для ВМФ СРСР було побудовано 24 човни проєкту 877, з котрих 16-17 човнів ще залишаються в бойовому складі ВМФ РФ, котрі і сьогодні складають основу неатомного підводного флоту РФ. Замовлено ще 6 човнів, 3 з котрих вже будуються.

## Аварії
14 серпня 2013 р. на човні «Синдуракшак» («Морський велетень») ВМС Індії відбувся вибух, човен частково затонув, доля 18 матросів — невідома. Це не перша пригода човна: в 2010 на ньому була пожежа і через півроку човен був відправлений в РФ на капітальний ремонт, який завершився наприкінці 2012 р. 29 квітня 2013 р. човен повернувся в порт Мумбаї. «Синдуракшак» був збудований на замовлення ВМС Індії в 1997 році на заводі «Адміралтейські верфі» в Санкт-Петербурзі